# Гумерово (Ишимбайский район)
Гумерово (баш. Ғүмәр) — деревня в Ишимбайском районе Республики Башкортостан Российской Федерации. Входит в состав Петровского сельсовета.

## Название
Селение имеет несколько исторических названий. Деревня Гумерова (позднее Гумерово, неточная транслитерация - Умирово) - по имени основателя Гумера Кармышева. 

## География
Расположена на р. Зиган. В 5 километрах от деревни находится стратотип Гумеровского горизонта.

### Географическое положение
Расстояние до:
- районного центра (Ишимбай): 49 км,
- центра сельсовета (Васильевка): 10 км,
- ближайшей ж/д станции (Стерлитамак): 50 км.

## История

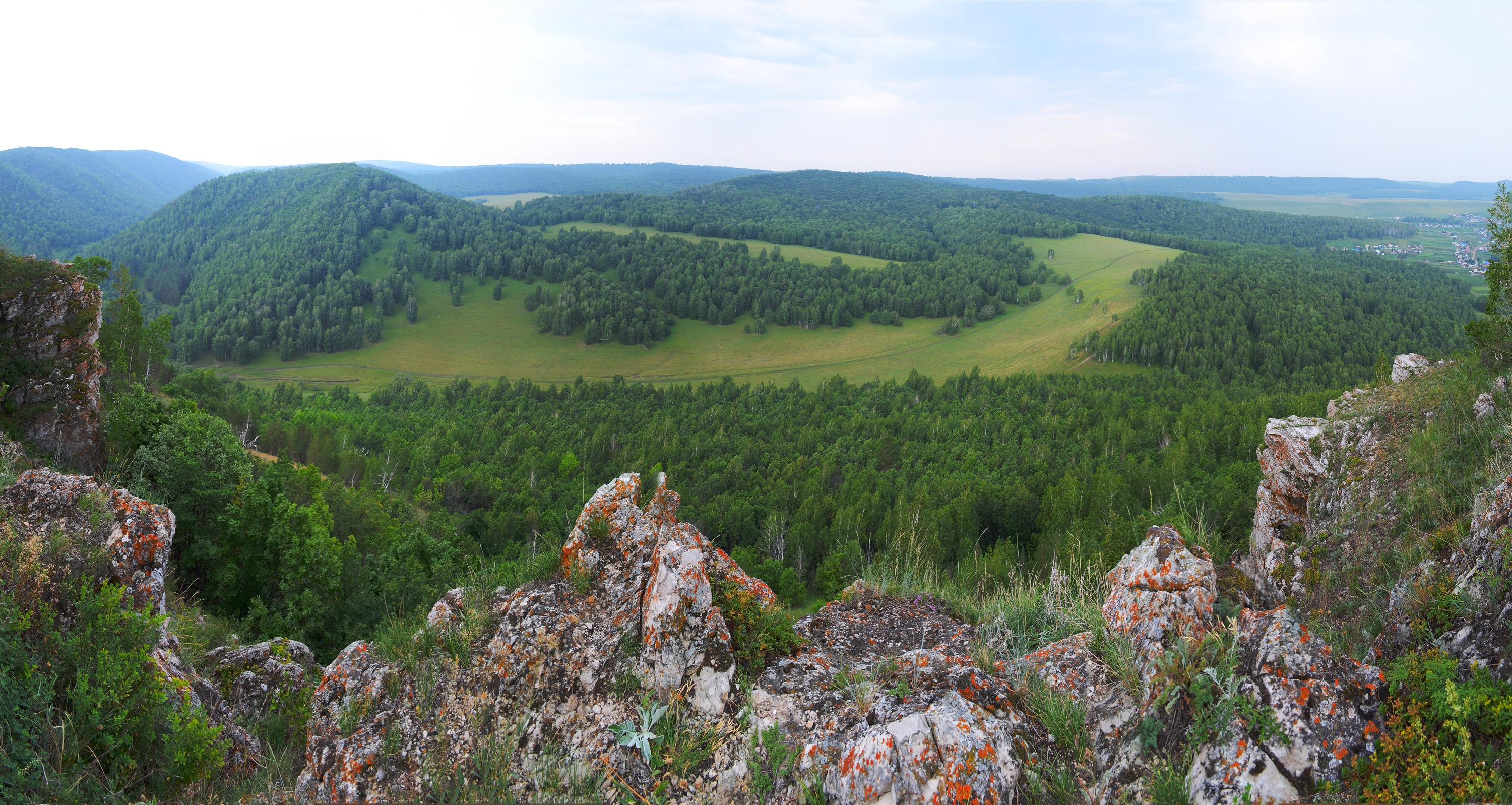
Окрестности д. Гумерово

Первопоселенец Гумер Кармышев — вотчинник, участник земельных сделок в 1777 г. Его 80-летний сын Аллагуват был жив в середине XIX века. Известны его сыновья: Гали, Абдулла, Исхак, Ибрагим, Хызыр, Яхъя, Даут.
Гумерово (Бузя) по V ревизии состояла из 11 домов с 74 жителями. 1816 г. показал 87 человек при 11 дворах. 1834 год - 149 жителей в 23 дворах. IX ревизия 1850 г. отметила 257 жителей в 26 домах. К 1920 г. население Гумерово выросло до 658 человек, домов было 135. В 1839 г. на 26 дворов с 139 жителями приходилось 231 лошадь, 228 коров. Сеяли 200 пудов озимого и 1040 пудов ярового хлеба.
В конце XIX в. наделы жителей находились на трех участках. Через 12—15 лет в деревне осуществили передел наделов по ревизским душам. Подспорьем для жителей были гнутье ободьев, изготовление деревянных лопат и корыт. Работали у соседнего помещика Пашкова на замочках, получая по 4—5 копеек с лубка за то, что содрали и вымочили его; содрать мочало со 100 штук лубков стоило 40 копеек.

## Население
| 1906 | 1920 | 1939 | 1959 | 1989 | 2002 |
| ---- | ---- | ---- | ---- | ---- | ---- |
| 442  | ↗658 | ↗705 | ↗771 | ↘421 | ↘369 |
| 2009 | 2010 |      |      |      |      |
| ↗401 | ↘379 |      |      |      |      |

Национальный состав
Согласно переписи 2002 года, преобладающая национальность — башкиры (99 %).

## Известные уроженцы, жители
- Хайбуллина, Лилия Салаватовна (1974—2007) — российский ботаник (альголог), кандидат биологических наук, доцент кафедры ботаники БГПУ им. М. Акмуллы.
- Ахмадиев, Вафа Исхакович (1937—1983) — башкирский поэт, литературовед, кандидат филологических наук (1970).
- Нигматуллин, Равиль Хурматович (1941—2005) — башкирский поэт, учёный, политик, преподаватель высшей школы, автор восьми книг стихов, басен, песен и поэм, основатель и первый лидер Народной партии Башкортостана.
- В деревне жил ветеран Отечественной войны 1812 года Якуп Бикмухаметов, воин 12-го полка, награждённый двумя медалями.

## Инфраструктура
Есть библиотека, клуб, детский садик. 
Отсутствует школа.
Личное подсобное хозяйство с зоной сельскохозяйственного использования, индивидуальная застройка усадебного типа.
Основа экономики — сельское хозяйство.

## Достопримечательности
В селе установлена стела участникам Великой Отечественной войны 1941-1945 гг.
Находящаяся в 5 км ниже по течению реки пещера Зигановка и её окрестности являются памятником природы.

## Транспорт
Остановка общественного транспорта «Гумерово». 
Просёлочные дороги. 